# Eguiarreta
Eguiarreta (Egiarreta en euskera y de forma oficial) es una localidad y un concejo de la Comunidad Foral de Navarra (España) del municipio de Araquil, situado en la Merindad de Pamplona, en la comarca de La Barranca y a 25 km de la capital de la comunidad, Pamplona. Su población en 2014 fue de 71 habitantes (INE), su superficie es de 3,82 km² y su densidad de población es de 18,59 hab/km².

## Geografía física

### Situación
La localidad de Eguiarreta está situada en la parte norte del municipio de Araquil a una altitud de 473 m s. n. m. Su término concejil tiene una superficie de 3,82 km² y limita al norte con Madoz en el municipio de Imoz; al este con Echeverri y Ecay; al sur con Zuazu y Ecay y al oeste con Villanueva de Araquil y Satrústegui.

## Demografía

### Evolución de la población
| Gráfica de evolución demográfica de Eguiarreta entre 2000 y 2009 |
|                                                                  |
| Datos según el nomenclátor publicados por el INE.                |